# Colette Peignot
Pour les articles homonymes, voir Laure.
Colette Peignot, née le 8 octobre 1903 à Meudon et morte le 7 novembre 1938 à Saint-Germain-en-Laye, est une femme de lettres française connue sous le pseudonyme de Laure.
À sa mort, elle laisse derrière elle plusieurs manuscrits poétiques, enflammés et torturés, dont Histoire d'une petite fille publiée en 1943.

## Biographie

### Origines familiales

Portraits familiaux
Georges Peignot, père de Colette Peignot, en 1910. Source Jean-Luc Froissart.
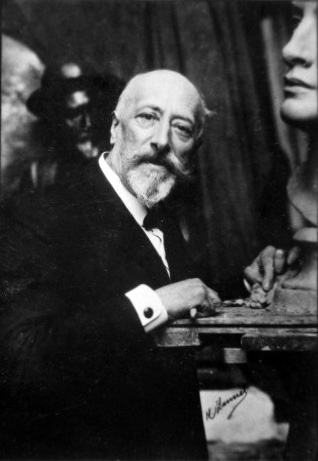
Alfred Lenoir, cousin issu de germain de Colette Peignot, dans son atelier de la rue Boileau vers 1920.
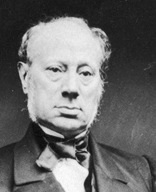
Albert Lenoir, arrière-grand-père de Colette Peignot, vers 1875.
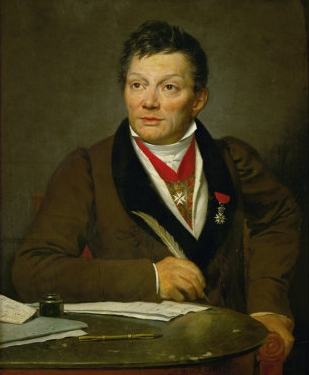
Alexandre Lenoir, arrière-arrière-grand-père de Colette Peignot, par Jacques-Louis David en 1815.
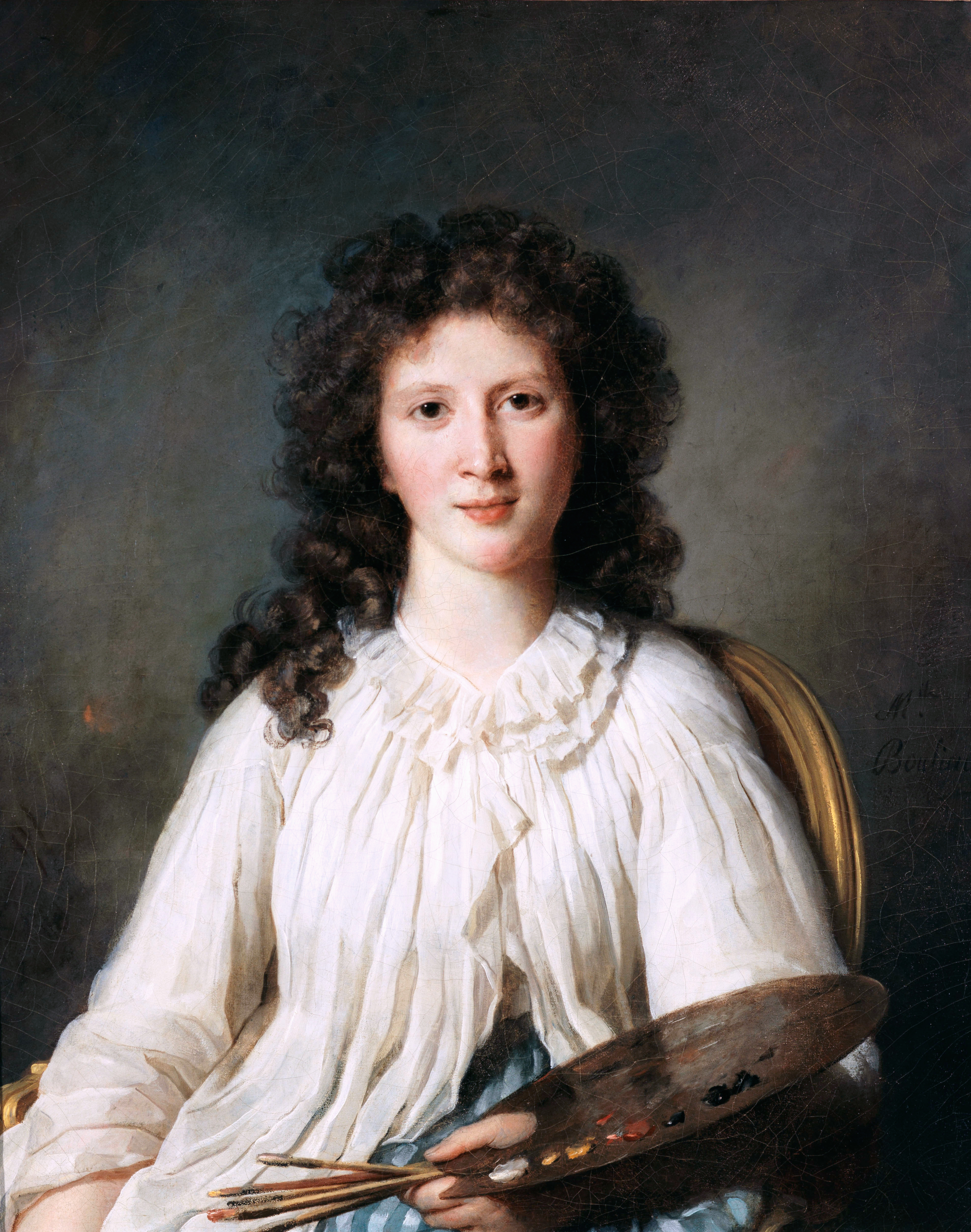
Adélaïde Binart, arrière-arrière-grand-mère de Colette Peignot, par Marie-Geneviève Bouliard en 1796.

Colette Laure Lucienne Peignot naît le 8 octobre 1903 dans la villa familiale à Meudon-Bellevue. Elle est prénommée d'après son arrière-grand-mère maternelle Laure Lenoir et d'après son oncle et parrain Lucien Peignot. Elle est la dernière d'une fratrie de quatre enfants composée de Charles né en 1897, de Madeleine née en 1899 et de Geneviève dite Ginette née en 1900. Colette Peignot est baptisée en janvier 1904 à l'église Notre-Dame-des-Champs:19-20. 
Elle est la fille de Georges Peignot, gérant de la fonderie de blancs typographiques G. Peignot & Fils créée en 1842 par Pierre Leclerc et achetée à crédit en 1865 par sa grand-mère, Clémentine Dupont de Vieux Pont, veuve de Laurent Peignot. Ce responsable de la création de plusieurs polices de caractères renommées (Grasset, Auriol, Garamond...) épouse Suzanne Chardon, fille de l’imprimeur taille-doucier chargé des impressions de la Chalcographie du Louvre et vice-président du Cercle de la librairie:19-20 Charles-Armant Chardon, petite-fille de l'académicien et fondateur du Musée du Moyen Âge Albert Lenoir et arrière-petite-fille du fondateur du Musée des monuments français Alexandre Lenoir et de la peintre Adélaïde Binart. Elle compte dans sa famille la peintre Zélia Lenoir et le sculpteur Alfred Lenoir.
Côté paternel, Colette Peignot a quatre oncles : Robert, l'aîné dont l'épilepsie l'empêche d'hériter de la gestion de l'entreprise familiale:20, André, engagé après Saint-Cyr dans l'infanterie coloniale, Lucien, diplômé de l'École centrale et responsable de la partie technique de la fonderie et Rémi, peintre rue Bonaparte:32-33.
|  |                                                |  |  |  |  |  |  |  |  |  |  |  |  |  |  |  |
|  | 8. Laurent Peignot (1811-1852)                 |  |  |  |  |  |  |  |  |  |  |  |  |  |  |  |
|  |                                                |  |  |  |  |  |  |  |  |  |  |  |  |  |  |  |
|  |                                                |  |  |  |  |  |  |  |  |  |  |  |  |  |  |  |
|  | 4. Gustave Peignot (1839-1899)                 |  |  |  |  |  |  |  |  |  |  |  |  |  |  |  |
|  |                                                |  |  |  |  |  |  |  |  |  |  |  |  |  |  |  |
|  |                                                |  |  |  |  |  |  |  |  |  |  |  |  |  |  |  |
|  | 9. Clémentine Dupont de Vieux Pont (1815-1897) |  |  |  |  |  |  |  |  |  |  |  |  |  |  |  |
|  |                                                |  |  |  |  |  |  |  |  |  |  |  |  |  |  |  |
|  |                                                |  |  |  |  |  |  |  |  |  |  |  |  |  |  |  |
|  | 2. Georges Peignot (1872-1915)                 |  |  |  |  |  |  |  |  |  |  |  |  |  |  |  |
|  |                                                |  |  |  |  |  |  |  |  |  |  |  |  |  |  |  |
|  |                                                |  |  |  |  |  |  |  |  |  |  |  |  |  |  |  |
|  | 5. Marie Zélie La Porte (1847-1922)            |  |  |  |  |  |  |  |  |  |  |  |  |  |  |  |
|  |                                                |  |  |  |  |  |  |  |  |  |  |  |  |  |  |  |
|  |                                                |  |  |  |  |  |  |  |  |  |  |  |  |  |  |  |
|  | 1. Colette Peignot                             |  |  |  |  |  |  |  |  |  |  |  |  |  |  |  |
|  |                                                |  |  |  |  |  |  |  |  |  |  |  |  |  |  |  |
|  |                                                |  |  |  |  |  |  |  |  |  |  |  |  |  |  |  |
|  | 6. Charles Armant Chardon (1831-1896)          |  |  |  |  |  |  |  |  |  |  |  |  |  |  |  |
|  |                                                |  |  |  |  |  |  |  |  |  |  |  |  |  |  |  |
|  |                                                |  |  |  |  |  |  |  |  |  |  |  |  |  |  |  |
|  | 3. Suzanne Chardon (1876-1962)                 |  |  |  |  |  |  |  |  |  |  |  |  |  |  |  |
|  |                                                |  |  |  |  |  |  |  |  |  |  |  |  |  |  |  |
|  |                                                |  |  |  |  |  |  |  |  |  |  |  |  |  |  |  |
|  | 28. Alexandre Lenoir (1761-1839)               |  |  |  |  |  |  |  |  |  |  |  |  |  |  |  |
|  |                                                |  |  |  |  |  |  |  |  |  |  |  |  |  |  |  |
|  |                                                |  |  |  |  |  |  |  |  |  |  |  |  |  |  |  |
|  | 14. Albert Lenoir (1801-1891)                  |  |  |  |  |  |  |  |  |  |  |  |  |  |  |  |
|  |                                                |  |  |  |  |  |  |  |  |  |  |  |  |  |  |  |
|  |                                                |  |  |  |  |  |  |  |  |  |  |  |  |  |  |  |
|  | 29. Adélaïde Binart (1769-1832)                |  |  |  |  |  |  |  |  |  |  |  |  |  |  |  |
|  |                                                |  |  |  |  |  |  |  |  |  |  |  |  |  |  |  |
|  |                                                |  |  |  |  |  |  |  |  |  |  |  |  |  |  |  |
|  | 7. Angéline Marie Lenoir (1844-1877)           |  |  |  |  |  |  |  |  |  |  |  |  |  |  |  |
|  |                                                |  |  |  |  |  |  |  |  |  |  |  |  |  |  |  |
|  |                                                |  |  |  |  |  |  |  |  |  |  |  |  |  |  |  |
|  | 15. Laure Henriette Rey (1822-1916)            |  |  |  |  |  |  |  |  |  |  |  |  |  |  |  |
|  |                                                |  |  |  |  |  |  |  |  |  |  |  |  |  |  |  |
|  |                                                |  |  |  |  |  |  |  |  |  |  |  |  |  |  |  |

### Drames de l'enfance

#### Deuils et tuberculose
Colette Peignot grandit rue Ferrus dans le 14e arrondissement de Paris:14-15. Elle souffre de la morale bourgeoise de sa famille qui la tient éloignée du monde:23-24. À l'âge de six ans, elle rejoint ses sœurs au cours Désir de la rue Jacob:26.
La fonderie familiale est fermée du début de la Première guerre mondiale jusqu'en juillet 1916 pour servir d'ateliers de couture de vêtements militaires aux femmes des ouvriers partis au front. André Peignot meurt à Chuignes le 25 septembre 1914 lors d'une charge à l'ennemi. Georges Peignot, seul de la fratrie à ne pas être officier, demande alors à rejoindre le régiment de son frère et désigne dans son testament son fils Charles comme directeur de la fonderie. En mai 1915, Rémi Peignot meurt près de Carency. Charles, dix-huit ans, s'engage à son tour. Colette Peignot écrit, au sujet du départ de son père le 25 juillet pour la première offensive alliée dans la Somme, qu'il « provoqua un état d'exaltation totale, fait de pressentiment certain, de sacrifice consenti d'avance et devant le visage même du sacrifié. Cela à onze ans, mêlé aux chants d'une foule en délire - chants auxquels je mêle ma voix qui par moments s'éteint brusquement, bouleversement physique total. Incapacité de reprendre la vie physique pendant plusieurs jours. Je hurle la Marseillaise et le Chant du départ pendant des journées entières ». Il meurt le 28 septembre et son corps n'est retrouvé que fin octobre entre Souchez et Givenchy. Le 29 juin 1916, Lucien Peignot, évacué d'urgence de sa compagnie un mois plus tôt pour cause de maladie, meurt dans la maison familiale de Boissettes:37-50.
Colette Peignot contracte la tuberculose auprès de Lucien Peignot, mort dans la chambre de sa filleule. En août, c'est la fille cadette de Lucien Peignot, Claude, qui meurt de la même maladie à l'âge de deux ans. Le 20 janvier 1917, un prêtre est dépêché auprès de Colette Peignot qu'on pense mourante. Elle recommence progressivement à marcher à partir de l'été. D'octobre 1917 à avril 1918, Suzanne Chardon et ses filles séjournent à la station thermale de Vernet-les-Bains où la cadette commence la photographie:51-56.

#### Agressions
L'abbé Marcel Pératé, aumônier dans des écoles de garçons, rencontre la famille en 1898 par le biais de Lucien Peignot, qui séjourne fréquemment à Cauterets, dans l'une des propriétés de sa structure caritative. Charles Peignot y séjourne une première fois en août 1913. Il devient le directeur de conscience de Georges Peignot, qui lui confie sa famille à partir de 1914. Suzanne Chardon lui réserve une chambre à Boissettes. Il profite de son autorité morale pour agresser sexuellement les filles de son groupe, d'abord Madeleine puis Colette Peignot. Cette dernière rejette alors complètement la foi chrétienne:59-67.
Colette Peignot se confie à son frère en 1919, qui la soutient, puis à sa mère : « Ma mère passait de l'apoplexie à la pâleur mortelle, cela m'était égal, et puisqu'elle m'accusait encore d'être ignoble en répétant que les prêtres sont sacrés, je n'aurais aucune pitié d'elle ». Madeleine Peignot refuse de dénoncer son agresseur et son mariage à Michel Froissart, proche de l'abbé, est hâté par Suzanne Chardon. Peu après leurs fiançailles en juin, Madeleine Peignot se jette dans la Seine avant d'être expédiée à la pension de Bois-Cerf pour une convalescence de plusieurs mois:68-69.

### Les années d'émancipation

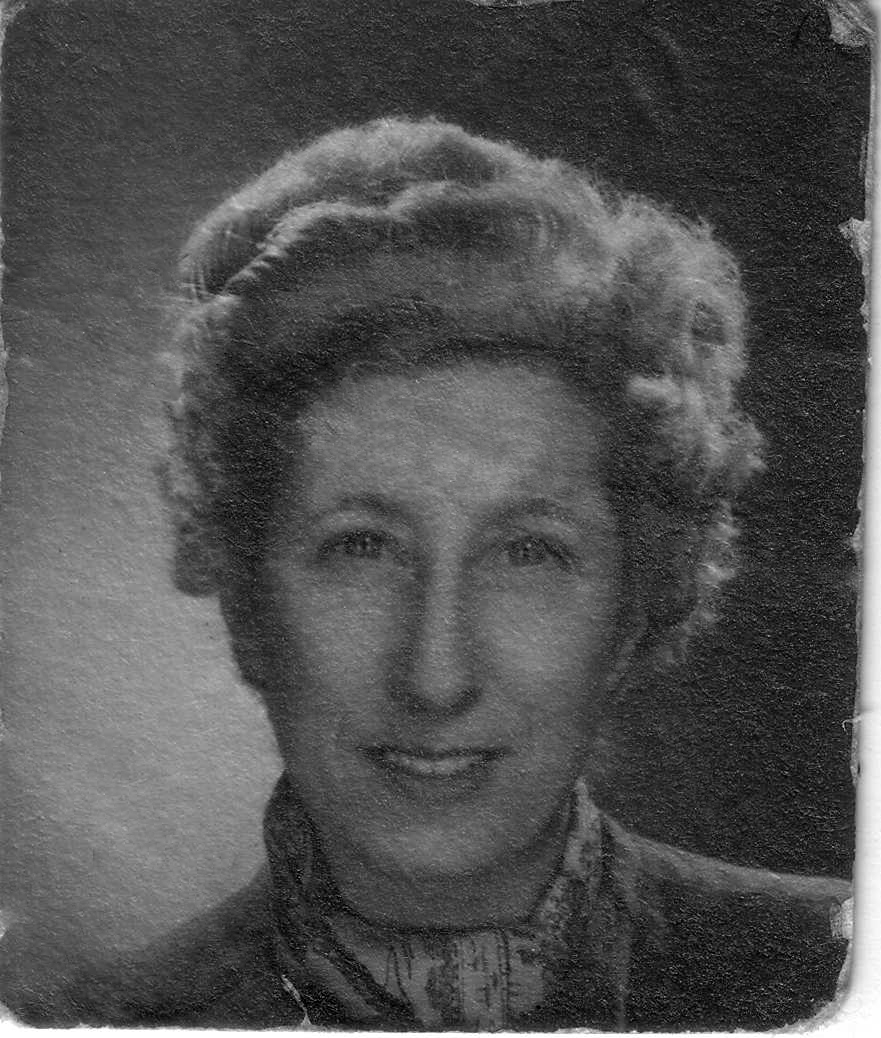
Suzanne Rivière, belle-sœur de Colette Peignot, vers 1940.

Le 20 juillet 1920, Charles Peignot épouse Suzanne Rivière, fille d'un officier de cavalerie et cantatrice pour le Groupe des Six. Colette Peignot en devient très proche:78-79.
Colette Peignot interrompt ses études. Celle qui pratique le piano depuis l'âge de six ans envisage d'en faire son métier. À l'automne 1922, elle devient l'élève de Marguerite Long, professeur à l'École normale de musique. Elle abandonne subitement : « Je me rendais compte qu'à passer des semaines entières de Bach à Debussy, de Schumann à Ravel, de Rameau à Manuel de Falla, de Mozart à Stravinski, je ne faisais que changer de drogue et que rien n'était vrai dans ma vie ». Après la fusion des fonderies Deberny et Peignot et fils, Suzanne Chardon quitte en octobre la rue Ferrus pour le 10 rue de l'Abbaye. Une rechute oblige Colette Peignot à passer l'automne 1924 à la station de Font-Romeau:81-83. À l'été 1925, sa sœur Geneviève Peignot, après une formation à l'Association des dames de France, part au Maroc pour servir comme ambulancière en pleine guerre du Rif:85. 

#### Jean Bernier, l'éveil politique
Au cours d'un diner chez son frère et sa belle-sœur, Colette Peignot rencontre Jean Bernier, écrivain de 31 ans, fils d'un avocat de la Cour de cassation et meilleur ami de Pierre Drieu la Rochelle. Profondément marqué par son expérience de la guerre, il adhère à l’Association républicaine des anciens combattants, proche du Parti communiste et collabore au journal Clarté. Leur relation se place d'emblée dans une recherche d'absolu : Ella Maillart, amie de Colette Peignot, rapporte le 18 novembre 1992 qu'elle lui aurait lancé dès le premier soir : « Je veux boire votre sang à votre bouche »:100. Il dira d'elle : « J'ai aimé Colette en esprit, rien qu'en esprit : les sens n'existaient qu'en désespoir de cause »:84. 
Colette Peignot se prononce en faveur d'Abd el-Krim. Ses nouvelles convictions politiques consternent sa famille : « Elle semble ne plus comprendre que les théories de Lénine et ne plus vivre que dans cette attente de l'insurrection contre tout ce qui existe » écrit sa sœur Madeleine Peignot à leur mère. Elle décide de se former au métier d'infirmière visiteuse et est engagée comme aide-soignante à l'hôpital des Enfants Malades. L'expérience est décevante : « Nettoyer les seringues, mettre de l'alcool sur le derrière des gens qui viennent se faire piquer [syphilitiques] [...] et les jeunes filles et les docteurs sont extrêmement antipathiques, de tout cela je me fous pas mal ». Le 26 mars 1926, elle est présente au vernissage organisé pour l'ouverture de la première galerie surréaliste. Bien que transportée par le Manifeste du surréalisme publié par André Breton en octobre 1924, seul le recueil Mourir de ne pas mourir de Paul Éluard est pour elle à la hauteur des prétentions du mouvement:106-107.  

#### Les complications médicales

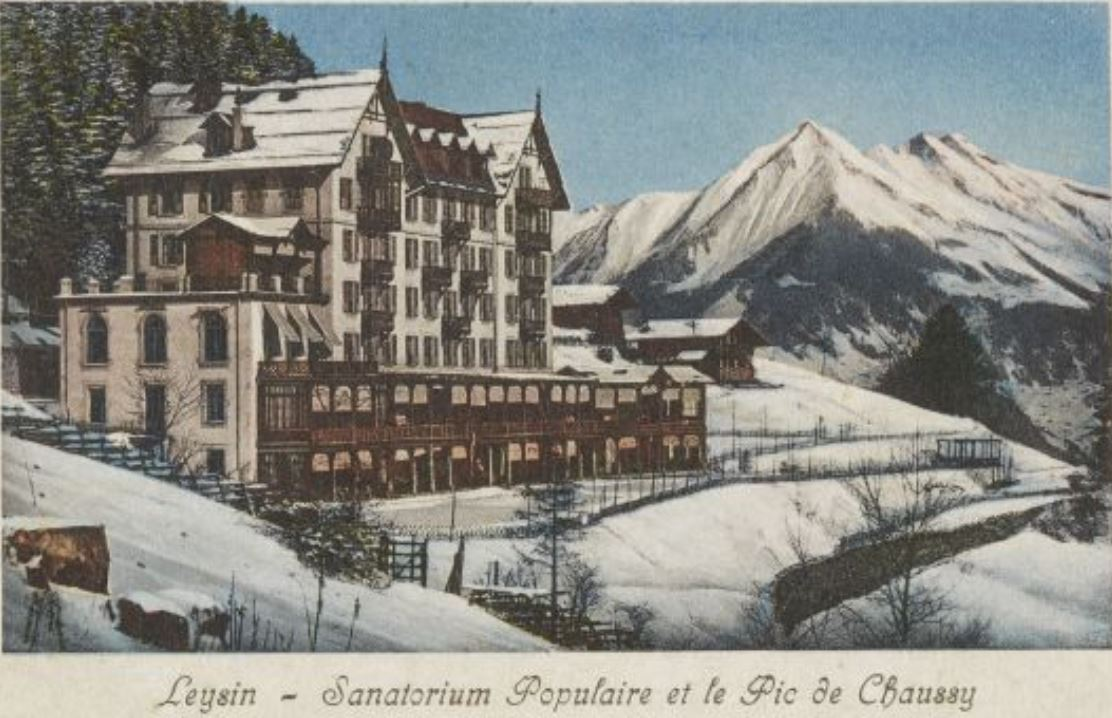
Le sanatorium de Leysin où séjourne Colette Peignot l'automne et l'hiver 1927.

Le 11 avril, elle quitte subitement Paris pour Bastia. Après deux semaines, elle rejoint Ajaccio. Elle retrouve ensuite à Port-Vendres Jean Bernier qui la quitte pour Marie-Louise, une ancienne mannequin devenue teinturière qu'il n'ose pas quitter depuis sa maladie:100,114. Jusqu'au mois de novembre, elle erre : elle fait l'ascension du mont Aigoual, elle retourne dans les Pyrénées-Orientales, part à Montauban. Elle vit à Compiègne de novembre à décembre:113-115.  Elle retrouve à Paris Jean Bernier, à qui elle n'a pas cessé d'écrire. Elle souffre rapidement d'une salpingite. Après plusieurs jours dans son hôtel rue Henner, elle entre en clinique rue du Texel. Le 21, elle annonce à Jean Bernier qu'elle fait probablement une grossesse extra-utérine. Elle apprend par ses médecins que ses deux reins sont touchés et qu'elle est bel et bien phtisique, ce qu'elle cache à sa famille jusqu'à l'été 1927. En janvier, en réponse à un nouvel abandon de Jean Bernier, elle se procure un revolver et tente de se suicider mais la balle ricoche sur une côte:116-121. Son frère l'envoie dans la clinique de Thierry de Martel de Janville. Sa convalescence se poursuit à la pension de Bois-Cerf en Suisse et à partir de juin à Amélie-les-Bains puis à Vernet dans les Pyrénées-Orientales:125-128.
L'été 1927, Colette Peignot réclame à sa mère sa part d'héritage : les actions héritées de son père, les 209 000 francs environ de la succession de sa grand-mère Marie-Zélie Laporte veuve Peignot et les 4 200 francs de la succession de son oncle Rémy Peignot, mort sans héritier, soit un total de 213 200 francs. Cette part d'héritage est placée par elle au Comptoir national d'escompte:197. Elle passe l'hiver à Amélie-les-Bains. Mi-décembre, on lui diagnostique une pleurite. Elle passe le printemps 1928 près de Céret, au mas Lhoret où cette fois-ci, c'est d'une crise d'entérite dont elle souffre:129-135. En septembre, elle part donc dans un sanatorium réputé, à Leysin dans les Alpes vaudoises:129-135. Son frère lui rend visite pendant l'hiver et lui montre le dernier exemplaire de la revue qu'il vient de créer : Arts et métiers graphiques.

#### Berlin, le masochisme
C'est sans doute à Leysin que Colette Peignot rencontre Édouard Trautner, médecin, poète et écrivain proche des cercles communistes qui lui permet de quitter le sanatorium pour Berlin. Elle décrit à sa mère un séjour plaisant et des voyages mais il n'en est rien : elle s'adonne en fait avec lui et pendant six mois au no 129 de la Hohenzollerndamm à des séances de sadomasochisme, de jeu de rôle animal et de scatophilie dans une réclusion et une soumission totales. Lecteur du marquis de Sade et de Sacher-Masoch, il est également un militant d'extrême gauche qui entend humilier la classe sociale dominante - dont il est également issu - que représenterait Colette Peignot:144-145 : ses fantasmes entrent en résonance avec le nihilisme de sa proie.
« Cet homme me disait : "[...] Ton rôle à toi, c'est celui d'un produit de la société décomposée... un produit de choix, sais-tu bien. Vis cela jusqu'au bout, tu serviras l'avenir. En hâtant la désagrégation de la société [...] tu restes dans le schéma qui t'est cher, tu sers tes idées en quelque sorte, et puis, avec tes vices - il n'y a pas tant de femmes qui aiment à être battues comme cela -, tu pourrais gagner beaucoup d'argent, sais-tu ?" ». 
« La sexualité était comme séparée de mon être réel, j'avais inventé un enfer, un climat où tout était aussi loin que possible de ce que j'avais pu prévoir pour mon propre compte. Plus personne au monde ne pouvait me joindre, me chercher, me trouver ».
« Une nuit je me suis enfuie. C'était trop, trop parfait dans le genre. À deux heures du matin, j'errais dans Berlin, les Halles, le quartier juif et puis, à l'aube, un banc du Tiergarten »:280.
En septembre 1929, elle rentre en France:148.

### Les engagements

#### Le Cercle démocratique
À Leysen, Colette Peignot avait sympathisé avec Jacques Choron, spécialiste de l'Union soviétique. Grâce à Jean Bernier, elle rencontre Boris Souvarine, fondateur d'un foyer d'études, le Cercle démocratique (à l'origine Cercle Marx-et-Lénine) auquel ils se rendent tous les deux. Charles Ronsac témoigne que « dès qu'il la vit, ce fut le coup de foudre ». Boris Souvarine est une célébrité des milieux révolutionnaires, connu entre autres pour son opposition à Staline, pour son rôle dans la scission du parti socialiste et dans la rédaction de la motion du congrès de Tours pour l'adhésion à la IIIe Internationale. Éphémère dirigeant du parti communiste, il siège à l'Internationale aux côtés de Lénine, Trotski, Zinoviev, Kamenev, Boukharine avant d'en être écarté. Boris Souvarine estime que Colette Peignot « s'orientait vers le mythe consolateur de la révolution communiste, sans être très instruite de la doctrine ». Elle souhaite se rendre à Moscou. Boris Souvarine lui conseille d'abord d'apprendre le russe : en novembre, elle s'inscrit à l'Institut des langues orientales rue de Lille comme auditrice libre et s'abonne au Bulletin communiste édité par le Cercle:151-157.
Colette Peignot adhère officiellement au Cercle en 1930. Boris Souvarine lui donne l'adresse de Victor Serge, son correspond à Leningrad. Pour obtenir son visa, son frère la charge de lui servir de correspondante pour un numéro spéciale des Arts et métiers graphiques consacré à l'art soviétique. Il lui donne également les coordonnées de son ami Lucien Vogel, fondateur de La Gazette du bon ton, de L'Illustration des modes et de Vu, alors à Moscou pour un numéro spécial:158-160.

#### Voyage en Russie

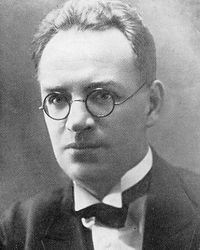
Boris Pilniak, amant de Colette Peignot lors de son voyage en Russie en 1930.

Le 24 juillet 1930, elle prend le train pour Berlin. Elle est à Varsovie le 26, à Moscou le 28. Elle est logée au centre-ville au 13 Brioucovki Prospekt chez une femme et son fils de 12 ans. Elle se rend aux bureaux de la société Voks, créée en 1925 pour le confort des touristes, et dans lesquels elle rassemble les documents que lui a demandés son frère. Elle est présentée par Lucien Vogel à Ella Maillart, photographe suissesse de 26 ans alors en plein reportage sur la jeunesse et le cinéma soviétiques:163-168 : « Colette me paraissait impénétrable, et plutôt fuyante quand je l'interrogeais. Une telle attitude décourageait la curiosité. Je ne lui ai donc jamais demandé ce qu'elle était venue faire à Moscou. Elle avait l'air de savoir ce qu'elle faisait ; elle ne semblait pas du tout perdue ».

D'après Georges Bataille dans La Vie de Laure, Colette Peignot aurait séjourné dans un kolkhose, ce dont ses archives personnelles et sa correspondance ne gardent pas trace. Elle a recours à l'agence Intourist, qui facilite les voyages des occidentaux contre un contrôle strict de leurs itinéraires. Vers le 20 août, elle est à Sotchi, « la Côte d'Azur en plus sauvage » et un centre réputé pour le traitement de la tuberculose où elle « mène une vie végétative » pendant un mois. Elle y interroge ses camarades de chambrée sur leurs conditions de vie et confiera ses témoignages au Travailleur de Belfort. Le 1er octobre, elle est de retour à Moscou. Elle s'inscrit à l'université mais abandonne à cause de la barrière de la langue.

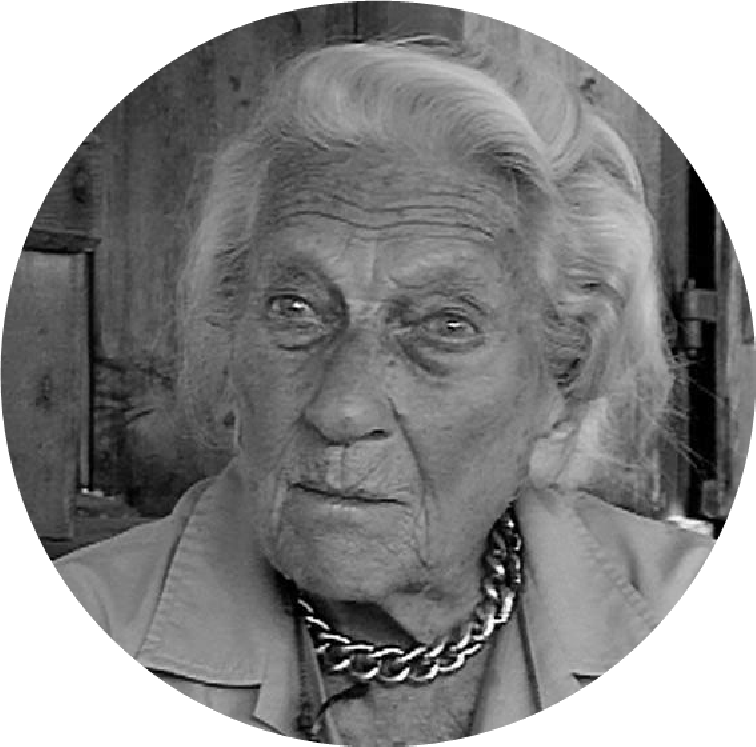
Ella Maillart, amie de Colette Peignot et compagne de voyage en URSS en 1930, pendant une interview dans sa maison à Chandolin en 1992.

Le 8 novembre, elle rejoint Victor Serge à Leningrad. Lors de son interrogatoire du 7 mars 1937, l'ancien président de l'Union des écrivains Boris Pilniak revient sur ses rapports à la « journaliste » Colette Peignot, rencontrée par le biais de Victor Serge en 1930 et fréquentée de façon régulière jusqu'en 1931. Boris Pilniak et Colette Peignot deviennent amants. L'auteur, « espoir de la littérature révolutionnaire », subit alors pour ses écrits dénonçant la corruption de serviteurs du régime, la faim et la peur dans le pays une campagne de calomnies l'accusant de terrorisme et de trahison d'État. Ils partent ensemble quinze jours en décembre dans la Russie plus profonde, peut-être dans la région de Kolomna et le long de la Volga. Elle découvre des villages pillés : « Ce récit de la collectivisation en Russie - on arrête un paysan, on prend tout chez lui, il ne dit rien. Sa femme avec un enfant sur les bras, crie, hurle, on trouve du grain caché dans le fumier, il ne bronche pas. Enfin, on emmène la vache malgré les supplications de la femme. Alors le paysan se précipite sur l'enfant et lui casse la tête sur un mur. Les miliciens tuent le père, la mère se jette sur eux, ils la tuent également. Ce récit dans sa logique extrême et sa simplicité horrible s'apparente à ceux racontés par Babel »:189. Elle ne laisse aucun récit sur cette expérience. Fin décembre, elle rentre précipitamment à Moscou pour être admise dans un hôpital du centre. Mi-janvier, Charles Peignot la ramène épuisée à Paris:181.

#### La protection de Boris Souvarine

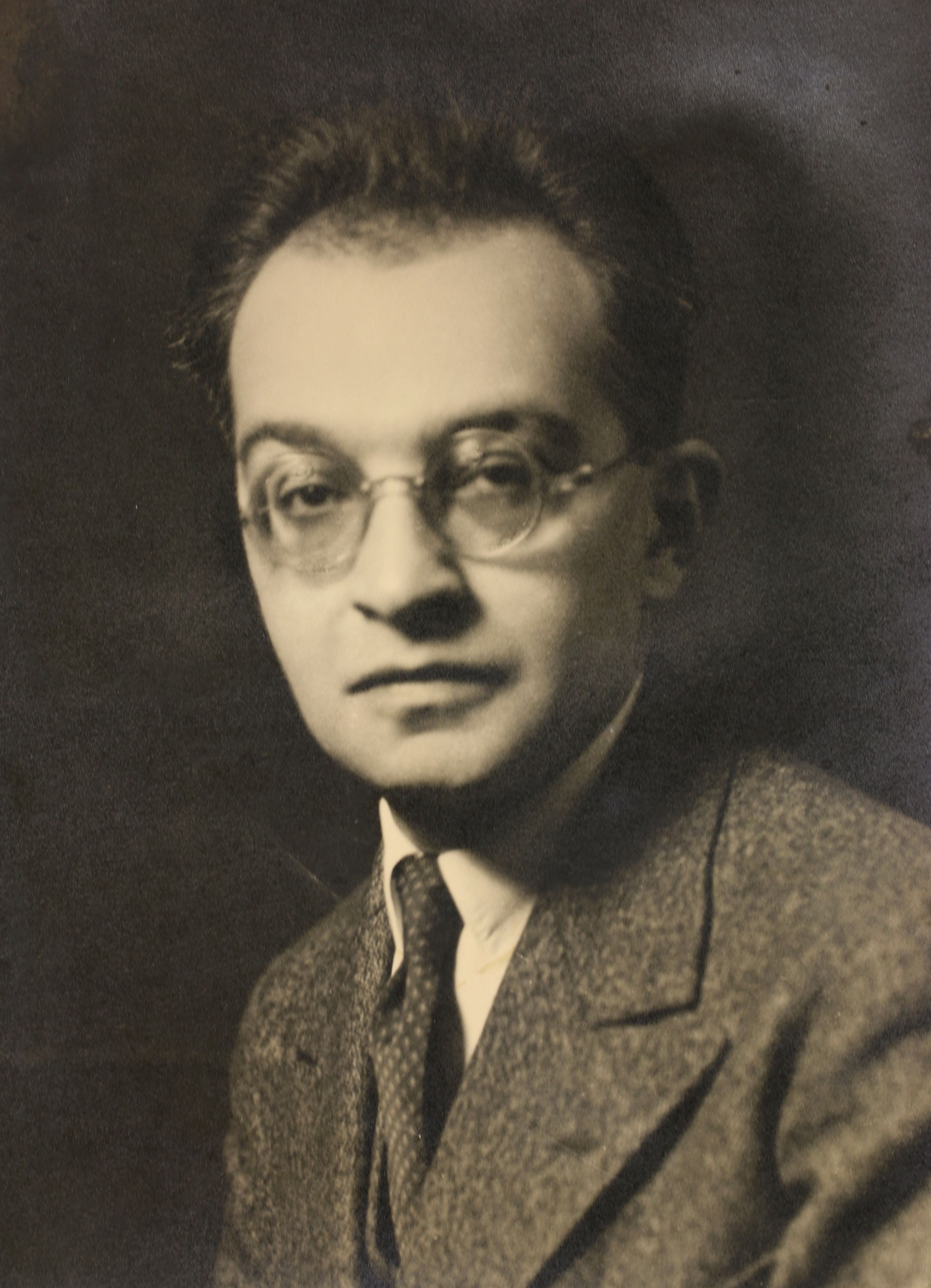
Boris Souvarine, compagnon de Colette Peignot de 1931 à 1935.

En janvier 1931, elle loue à Paris un appartement au quatrième étage d'un immeuble de la rue Blomet après avoir refusé d'être hébergée par son frère dont la vie de bourgeois immoral la dégoûte et dont témoigne Georges Bataille : « son nom avait pour moi le sens des orgies parisiennes de son frère dont on m'avait parlé plusieurs fois »:277. Elle y mène une vie dissolue, se donnant sans plaisir à des hommes de passage.
En février, Boris Pilniak arrive à Paris pour rencontrer Boris Souvarine (surnommé « Léon Bourénine » dans les Écrits de Laure). Colette Peignot demande à son frère de l'héberger et c'est quai Voltaire que la rencontre est organisée:187. Boris Souvarine devient l'homme providence de Colette Peignot : « Elle passait d'un état d'exaltation extrême à celui d'une dépression profonde, désespérant de surmonter sa difficulté d'être. Par moments, elle avait le sentiment de perdre pied et ne pouvait réprimer un appel au secours murmuré à son insu. [...] Le plus difficile était de la protéger à son insu. Sa sensibilité d'écorchée vive se fût hérissée si elle avait senti mon attention de tous les instants pour, comme on dit en anglais, to keep her chin above the water, lui tenir le menton hors de l'eau, pour l'empêcher de sombrer ».
Au printemps, Madeleine et Colette Peignot séjournent au sanatorium de Passy en Haute-Savoie. La liaison de Colette Peignot et de Boris Souvarine est cachée à la famille. Le couple déménage en octobre 1932 du petit appartement au 7 rue du Dragon pour le 22 rue d'Orléans à Neuilly, dans un appartement conjoint à celui bientôt occupé par les parents du militant communiste, les Lifschitz. Kalman Lifschitz, joaillier de profession, lui fabrique sur sa demande une alliance qu'elle porte à la main gauche. Lorsque Colette annonce à Suzanne Chardon, peut-être par provocation, son désir d'épouser son compagnon, cette dernière lui répond : « Plutôt l'union libre qu'épouser un Juif ». Colette Peignot coupe alors les ponts avec sa mère:192-194. Elle reprend ses cours de russe à l'Institut des langues orientales et semble avoir retrouvé un équilibre:243.

#### Contributions àLa Critique socialeet auTravailleur communiste

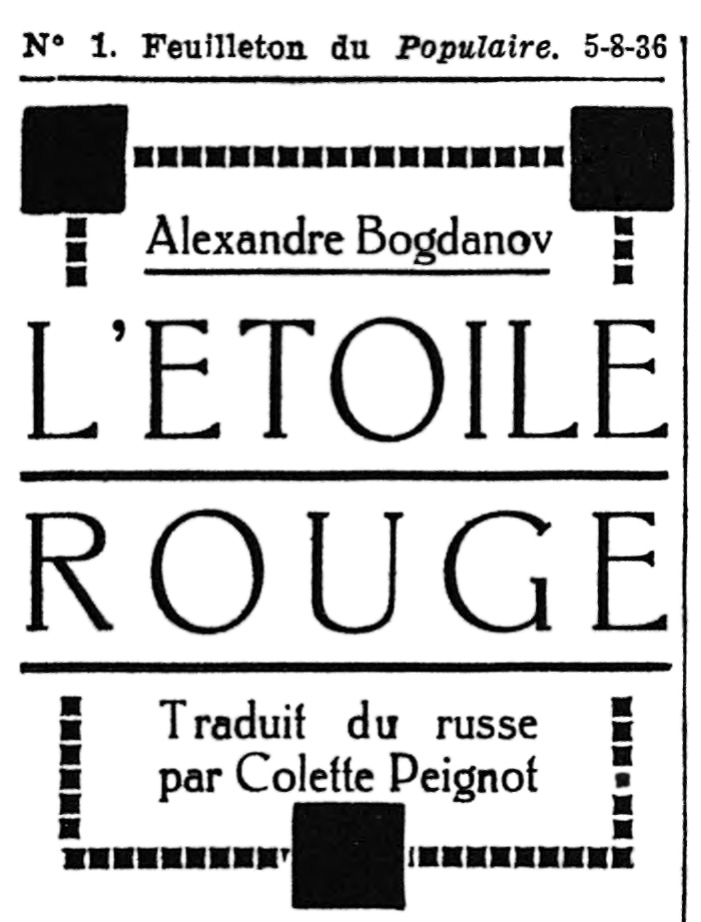
Publicité pour l'ouvrage L'étoile rouge de Alexandre Bogdanov, traduit du russe par Colette Peignot, paru en feuilleton dans Le Populaire, 5 août 1936.

Colette Peignot subventionne abondamment la nouvelle revue du Cercle démocratique, La Critique sociale, Revue des idées et des livres. Le premier numéro paraît en mars 1931 et la périodicité annoncée est de six numéros par an. La revue entend traiter de sociologie, d'économie politique, d'histoire, de philosophie, de droit public, de démographie, de mouvement ouvrier, de lettres et des arts. La moitié de chaque numéro est consacrée à des comptes rendus d'ouvrages et de revues. Pierre Kaan, Lucien Laurat, Charles Rosen, les surréalistes libérés de la tutelle d'André Breton que sont Jacques Baron, Raymond Queneau, Michel Leiris, ainsi que Simone Weil et Georges Bataille contribuent à la revue. Boris Souvarine reconnait le rôle essentiel de sa compagne d'alors : « Sans Colette Peignot, La Critique sociale n'eût pas existé ». Elle subventionne en effet la revue, mais elle collecte également les textes, corrige les copies, établit les listes bibliographiques, correspond avec les contributeurs:197-200. Deux fois par semaine, le Cercle se réunit au premier étage du café les Armes de la Ville, près de l'Hôtel de Ville:211. 
Colette Peignot ne contribue à la revue qu'à partir du quatrième numéro publié en décembre 1931 sous ses simples initiales : elle propose le compte rendu d'un ouvrage consacré au théâtre russe contemporain. Entre cette date et septembre 1933, elle signe cinq articles. À partir du troisième, elle n'utilise plus ses initiales mais le pseudonyme androgyne Claude Araxe:200-204 : Araxe est un rivière qui traverse la Turquie, l'Arménie, l'Azerbaïdjan et l'Iran, évoqué par Virgile dans l'Énéide, « torrentiel, qui ne supportait pas qu’on lui imposât un pont pour le franchir ». En 1932, en raison de douleurs abdominales insupportables, elle subit l'ablation de l'ovaire droit:243.

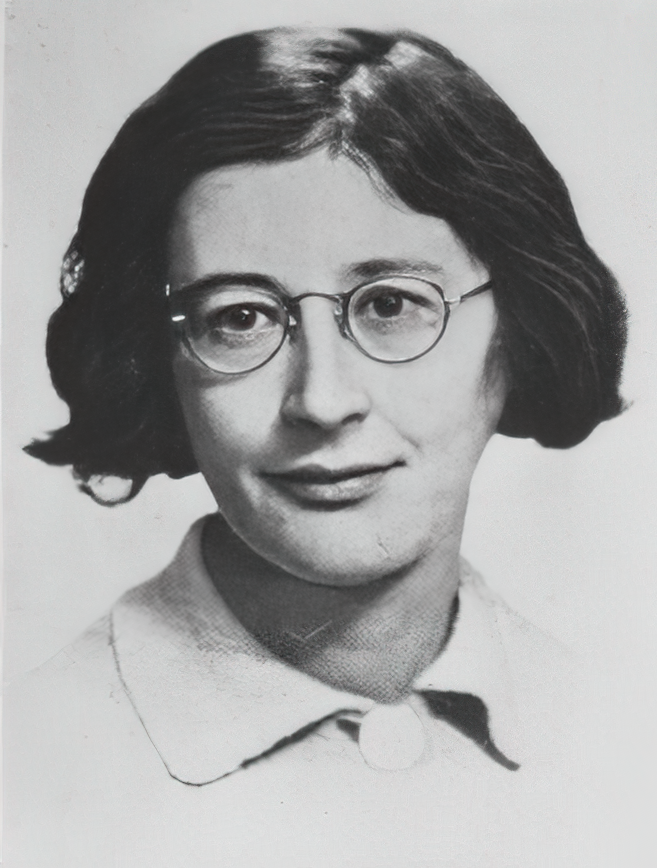
Simone Weil, amie et camarade de Colette Peignot au sein du Cercle démocratique, à New York en 1942.

À partir d'avril 1933, Claude Araxe signe plusieurs articles pour le Travailleur communiste syndical et coopératif, organe de la Fédération communiste indépendante du Doubs fondée en 1932 par Louis Renard, instituteur exclu du parti communiste. Il s'agit ici d'un journal d'information au lectorat plus populaire pour lequel elle est chargée, avec Boris Souvarine, de la chronique de l'URSS:206-207. Le 8 avril 1933, elle écrit que « bien des camarades qui n'ont pas plongé dans l'atmosphère irrespirable de la Russie actuelle ont peine à se représenter la cruelle réalité ». En tout, elle rédige sept comptes rendus d'ouvrages publiés originellement en russe et huit articles sur la politique ou la culture soviétique,.
Le 8 mars, Victor Serge est une seconde fois arrêté et incarcéré. Elle participe à l'organisation de deux souscriptions pour couvrir les frais de la campagne de soutien et pour racheter les deux prisonniers, Anita Roussakov, la belle-soeur de Victor Serge ayant aussi été arrêtée. Elle est appuyée dans ses démarches par Charles Peignot et Ella Maillart, avec qui elle s'était légèrement brouillé peu de temps auparavant : « Je suis la première à comprendre que tu ne puisses livrer à la presse certains faits engageant là-bas des vies humaines. Mais c'est ton silence dans une correspondance privée qui m'est apparu étrange. Que tu ne puisses donner le moindre renseignement au retour d'un tel voyage, avoue que c'est un peu stupéfiant ». Colette Peignot ne signe pourtant pas l'appel lancé en la faveur des Roussakov dans le numéro d'avril 1933 de La Critique sociale, jugeant les mots moins importants que les actes:209-211.

### Du militantisme à l'Expérience intérieure

#### La tentation Georges Bataille

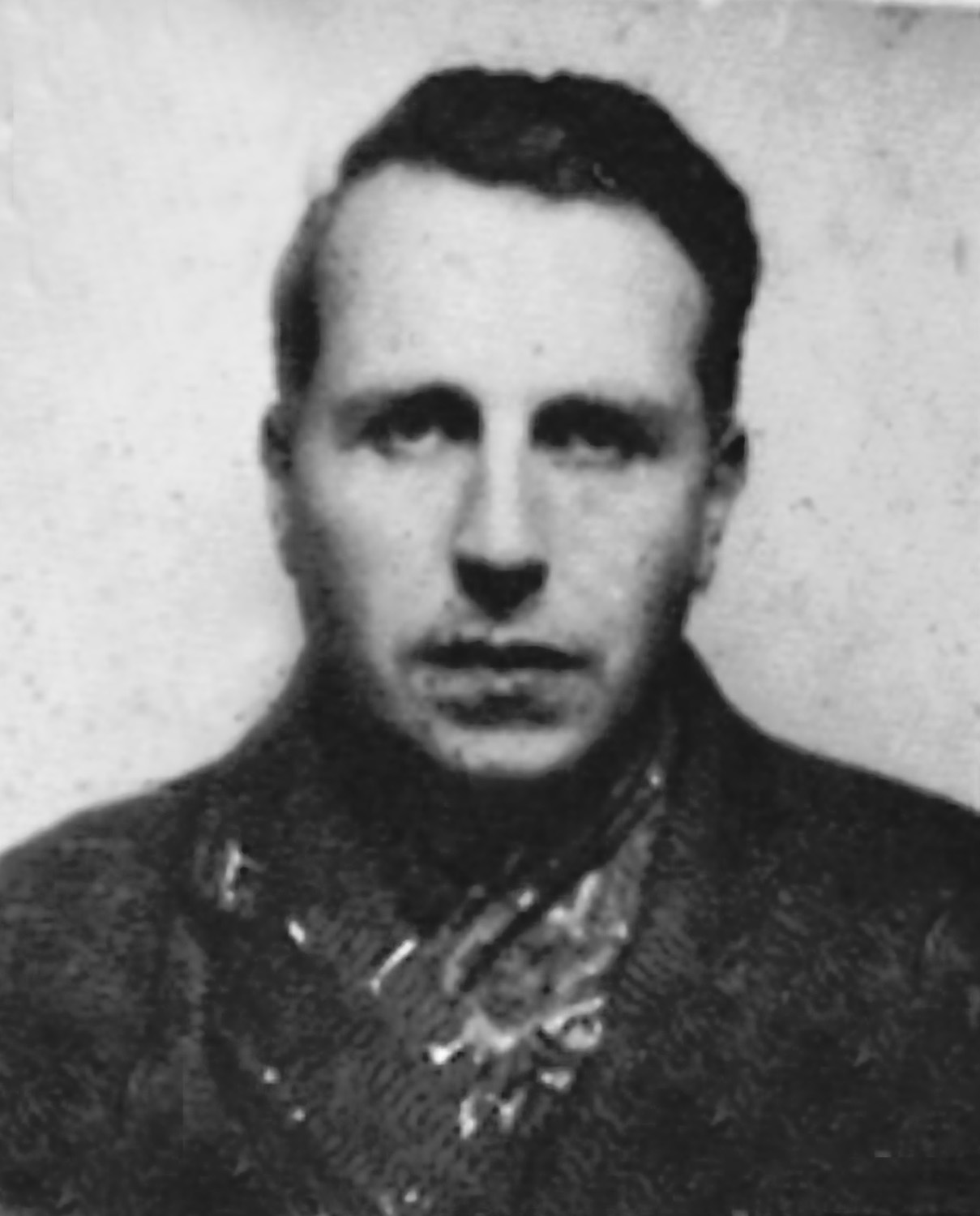
Georges Bataille, compagnon de Colette Peignot de 1936 à sa mort, en 1938.

La Critique sociale cesse de paraître en mars 1934 en raison de problèmes financiers. Simone Weil, devenue une amie de Colette Peignot, appelle à la dissolution du Cercle démocratique car elle estime que l'unité idéologique de ses membres a disparu. Colette Peignot rédige une lettre de démission, semble-t-il jamais envoyée mais conservée dans les archives de Boris Souvarine:223-224 : « J'attire votre attention sur le fait que les démissions successives que vous enregistrez ne parviennent pas de camarades de tendance. Peut-être "la commission exécutive" trouverait-elle là matière à de salutaires réflexions sur les malentendus qui s'accumulent au sein du Cercle et les condamnent à des réflexions dont on n'aperçoit pas ni l'efficacité ni la portée théorique ».
Au milieu de l'année 1931, Colette Peignot avait rencontré avec sa femme Sylvia Georges Bataille, archiviste-paléographe au département des médailles de la Bibliothèque nationale, un voyageur « au bout du possible de l'homme »:19 habitué des bordels, ancien aspirant prêtre et bref collaborateur à La Révolution surréaliste entré en dissidence contre André Breton:227-233. Il écrit : « Dès ce premier jour, je sentis entre elle et moi une complète transparence. Elle m'inspira dès l'abord une confiance sans réserve ». Ils se croisent au Cercle jusqu'au début de l'année 1934 : « Nous aimions nous rencontrer, parlant sérieusement de problèmes sérieux. Je n'ai jamais eu plus de respect pour une femme. Elle me parut d'ailleurs différente de ce qu'elle était : solide, capable quand elle n'était que fragilité, égarement. Elle reflétait à ce moment-là quelque chose du caractère industrieux de Souvarine ».
En janvier 1934, Colette Peignot rend deux fois visite à Georges Bataille terrassé par une crise de rhumatismes. Le 2 juillet, Georges Bataille lui écrit une lettre qui la bouleverse. Le 4, elle part pour le Tyrol avec Boris Souvarine. Elle écrit constamment à Georges Bataille : « Jusqu'à présent il était en mon pouvoir de couper tous les ponts derrière moi, de manière qu'aucun être humain m'ayant connue puisse me reconnaître - et maintenant je comprenais que quoi que je fasse vous seriez toujours là - vous pourriez toujours me repérer - vous étiez comme l'œil qui poursuivait je ne sais plus qui dans un "poème" [!] »:239. Prêt à la rejoindre à Oetz, Colette Peignot lui enjoint de ne pas le faire. Il est pourtant à Innsbruck le 20. Elle abandonne Boris Souvarine et leurs amis pour Georges Bataille le 23, ils sont à Trente le 24. Ils entament un voyage qui les mène à la station de Molveno, aux Dolomites, à Muzzo Corona puis de nouveau à Innsbruck. Le 5 août, Colette Peignot est accueillie par Simone Weil à la gare de l'Est.  

#### La cure psychanalytique et la thérapie par l'écriture
Parce qu’elle est secouée par les aveux qu'elle doit à Boris Souvarine, le docteur Bernard Weil, père de Simone Weil, décide de la faire hospitaliser pour crise de démence à la clinique Jeanne-d'Arc à Saint-Mandé:245-261. La fiche d'admission précise « Dépression avec angoisse. Anxiétés ». Elle y séjourne un mois : « Au cours des scènes effroyables de lundi, tout le passé lui est remonté à la gorge, et notamment l'abbé Pératé, cause originelle de tout le mal ». Chez Simone Weil, Georges Bataille rencontre Boris Souvarine qui le tient responsable de l'état de Colette Peignot. Il écrit à Charles Peignot : « Comprenez que c'est une opinion classique que de dire qu'une névrose est une perversion retournée et je n'ai appris que trop affreusement tout ce qui s'était développé de maladif entre Colette et Boris, alors que Boris croyait avoir délivré Colette. Toutes les perversions que Boris croyait avoir chassées et qui n'étaient que provisoirement refoulées se sont retournées contre lui avec la violence que vous savez parce qu'il n'a pas pu les résoudre... » et lui conseille de la faire suivre par Adrien Borel, auprès de qui il a suivi une analyse d'un an. Le psychiatre lui rend une première visite le 6 septembre, quatre jours avant sa sortie de la clinique. Il lui conseille vivement d'écrire et c'est à lui seul qu'elle donne à lire son « cahier ». La cure s'arrête au printemps 1935:263-274. 
De retour auprès de Boris Souvarine, elle quitte Neuilly en juillet pour une pension dans une auberge de Montcourt-Fromonville. Il parvient à la convaincre de partir avec lui pour l'Espagne, aux Baléares puis à Barcelone:275-276.

#### Du marxisme à l'anarchisme
À l'automne 1935, Georges Bataille créé Contre-Attaque avec André Breton, entreprise que Colette Peignot soutient - en participant sans doute à la rédaction du manifeste - mais sans y adhérer. Le mouvement entend « contribuer à un développement brusque de l'offensive révolutionnaire ». En 1936, elle s'éloigne définitivement du marxisme : « Et si Nietzsche a plus fait pour la libération de l'homme que Lénine ? L'homme riche ou pauvre construit sa propre grandeur dans sa faculté de résistance à ce qui existe, de non-accomodation à la vie telle qu'elle est voulue... Exister contre et non avec. Cela ne supprime pas la joie mais l'exalte, ce n'est pas le désespoir mais un immense espoir »:184. Boris Souvarine quant-à-lui fonde le groupe « Les Amis de la vérité pour l'URSS » auquel Colette Peignot adhère:280-283. 
À la fin du mois d'avril 1936, elle se rend seule en Espagne où la victoire du Frente Popular cause des soulèvements paysans et anarchistes. Le 21, elle est accueillie à Madrid par Jeanne Maurin, la sœur de Boris Souvarine dont le mari Joachim Maurin vient d'être élu député au Cortès. Elle y reste deux mois. Elle ne peut que relever le gouffre entre « la capacité révolutionnaire de la foule être à tout risquer et capable d'organiser elle-même ses "excès" et la veulerie des chefs et des intellectuels »:103. Elle s'occupe peut-être de travaux de traduction, sert d'interprète entre des anarchistes russes, ou bien aide Jean Grémillon, en reportage à Madrid:283-286.
Le 30 septembre, elle est arrêtée à Paris avec Georges Bataille et d'autres membres de Contre-Attaque pour avoir crié « À bas les bagnes d'enfants ! » lors d'une représentation théâtrale mettant en scène Marcelle Géniat, directrice d'une maison de redressement à Boulogne. Elle quitte Boris Souvarine pour Georges Bataille, qu'elle rejoint à Tossa de Mar:287-288. Elle emménage dans son appartement austère du 76 bis rue de Rennes. Leur relation « intense » se révèle destructrice, entre alcoolisme, humiliations publiques, et tournée des bordels, mais également mondaine et cultivée, en compagnie de Michel Leiris, André Masson, Roger Caillois, Pierre Klossowski et Denise Rollin.

#### Dirty ou Laure
Le second roman de Georges Bataille, Le Bleu du ciel terminé en 1935 évoque Dorothea dite Dirty, une femme s'abimant dans la débauche et dans laquelle Jacques Chavy, membre du Cercle communiste démocratique puis de Contre-Attaque y voit Colette Peignot. Pourtant Dirty apparaît déjà dans la première fiction de Georges Bataille rédigée en 1923, WC. Courant 1937, Colette Peignot lui écrit : « Ce livre, je ne le supporte pas plus que je ne me supporte. Relis certains passages et sois franc : tu ne les aurais pas écrits ni même pensés si tu ne m'avais pas connue. Il y a un passage atroce : une phrase que je t'ai dite - je voudrais crier "au secours" comme si le secours pouvait venir d'aucun autre être au monde que de soi ».
Colette Peignot se met à boire excessivement auprès de Georges Bataille, qu'elle suit également au bordel : « Il ne conçoit même pas ces rapports fraternels qu'un homme vrai, un révolté authentique ne peut manquer d'établir avec les femmes du bordel, souvent filles de prolétaires. Aux yeux d'un tel homme, s'il existait, les prostituées n'apparaîtraient pas comme de vils instruments mais comme des êtres humains dont on veut connaître l'énigme, l'histoire, auxquelles on tend la main en frère ». Sur cette période, Georges Bataille évoque « l'épouvante, les larmes, l'orgie et la fièvre ». Elle lui écrit : « N'oublie pas que moi aussi j'ai quelques prétentions et autant de droit que toi à me réclamer de Sade. J'ai encore le choix du rôle, le loisir de l'interpréter selon mon imagination »:153.

À partir de 1936, Colette Peignot créé le personnage de Laure. C'est sous ce nom que seront signés ses textes et poèmes, regroupés par Georges Bataille sous le titre Le Sacré:205. Laure est son second prénom mais aussi celui de Laure de Sade, muse de Pétrarque et aïeule du marquis. Il semble que la plupart des textes où apparaît Laure aient été détruits par Colette Peignot avant sa mort. La souillure, la débauche et le blasphème libère chez Laure des forces insoupçonnées et la ramènent, contrairement à Dirty, à la vie. Elle incarne cette ambiguïté entre la perversion et la pureté :

« Archange ou putain

je veux bien

Tous les rôles

me sont prêtés

La vie jamais reconnue

La simple vie

que je cherche encore

Elle gît

tout au fond de moi

leur pêché a tué

toute pureté »:94.

### Épuisement

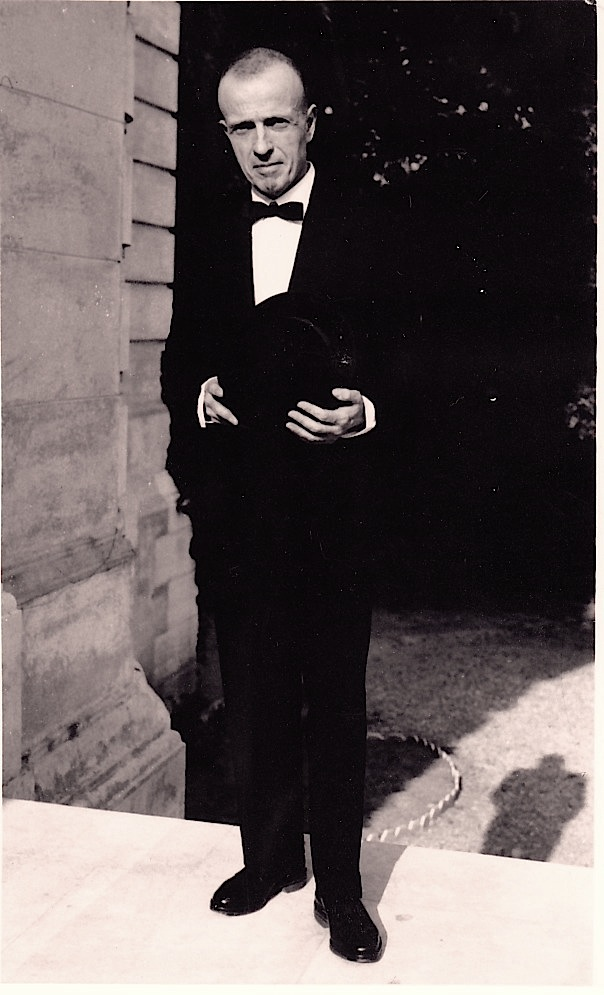
Michel Leiris, en 1950.

#### L'amitié de Michel Leiris
Colette Peignot est épuisée par sa vie auprès de Georges Bataille : « J'ai l'impression que ma propre liberté est morte puisque ses gestes, ses démarches, le son de sa voix pèsent sur moi si fortement que la vie étouffe dans mon cœur et s'arrête dans mon corps »:163. Il ne souhaite plus leur complicité dans la débauche : « Pour t'affirmer libre, tu as besoin de chaînes qui seraient moi. Ainsi il y a un ordre à briser, un ordre de choses établies à transgresser. Moi fillette, me conduisant avec toi comme ma mère avec moi. Je dois entraver tes plaisirs afin qu'ils se trouvent décuplés... Tu agis comme le Crémier du Coin qui lui aussi se rend dans un bordel "sans le dire" et en faisant jurer le secret »:153.
En 1933, Colette Peignot rencontre par Georges Bataille Michel Leiris, secrétaire-archiviste d'une mission ethnographique et linguistique en Afrique avant de travailler au département d'Afrique noire du Musée ethnographique du Trocadéro. Il écrit depuis 1922, est publié en 1923 dans Intentions. Il devient le secrétaire de rédaction de Documents et rejoint La Critique sociale. C'est début 1937 qu'il devient l'ami intime de Colette Peignot, par une « caresse unique dont ma paume droite - sur laquelle pesait cette tête qui s'abandonnait autant par l'effet de l'alcool que par celui des antinomies implacables dont elle était éternellement la proie - n'a pas perdu le souvenir »:214. Il la soutient et rapporte dans son Journal intime un certain nombre de leurs échanges : il est alors son seul confident. Ils partagent tous deux une fascination pour la tauromachie et il dédie Miroir de la tauromachie, illustré par André Masson, à la mémoire de Colette Peignot:314-318.

#### Le secret de l'Acéphale
En avril 1936, Georges Bataille envisage avec André Masson à Tossa de Mar la création d'une « communauté créatrice de valeurs, valeurs créatrices de cohésion ». Le 29, il rédige La conjuration sacrée, une introduction à une nouvelle revue : Acéphale, dont le sous-titre est « L'homme échappera à sa tête comme le condamné à la prison ». Le premier numéro, de quatre pages, paraît le 24 juin. Elle finance peut-être la revue, c'est en tout cas elle qui reçoit le texte sur Sade soumis par Pierre Klossowski:323-324.
La société secrète du même nom est fondée au début de l'année 1937. On sait peu des rituels qui y sont accomplis, le silence y étant la règle absolue. Georges Bataille dit de cette période sa vie : « Je me croyais alors au moins sous une forme paradoxale amener à fonder une religion ». L'initié Patrick Waldberg explique : « Le temps était partagé en périodes de tension et périodes de licence. Durant les premières, le silence et une certaine ascèse étaient recommandés aux membres de la communauté qui devaient éviter même de se voir si cela était absolument nécessaire. En revanche, les périodes de licence autorisaient tous les excès, y compris ceux qu'impliquaient la promiscuité ». La société entend être « une communauté d'hommes voyants, les yeux grands ouverts sur l'abrutissant travail de la mort »:254. Ils sont une vingtaine, parmi lesquels Georges Ambrosino, Roger Caillois, Pierre Klossowski, Henri Dubief et Patrick Waldberg, mais ni Michel Leiris ni André Masson. Il a été question d'orgies et de sacrifices, sans preuve toutefois. Georges Bataille aurait souhaité sacrifier l'un des membres et selon Roger Caillois « le croira-t-on, il fut plus facile de trouver une victime volontaire qu'un sacrificateur bénévole ». Peut-être fait-il référence à Colette Peignot, mais le sacrifice n'a pas lieu:328-331.
Mi-juillet, Georges Bataille et Colette Peignot quittent Paris. Leur projet est de visiter la Grèce en passant par l'Adriatique de Brindisi. À leur arrivée à Gênes, ils décident plutôt d'aller jusqu'en Sicile pour atteindre le sommet de l'Etna. Dans la même logique que l'Acéphale, tous deux cherchent à trouver le sens du sacré, qui se trouve pour eux dans la jouissance de faire corps avec le néant : « Au milieu du parcours, alors que nous étions entrés dans une région infernale, nous devinions également au loin le cratère du volcan à l'extrémité d'une longue vallée de lave et il était impossible d'imaginer quelque lieu où l'horrible instabilité des choses fût plus évidente, [Colette] fut prise tout à coup d'une angoisse telle que, folle, elle s'enfuit en courant droit devant elle : l'effroi et la désolation dans lesquels nous étions l'avaient égarée »:500. Le 14 août, elle quitte seule l'Italie.

#### Le Journal de Mickeyet le Collège de sociologie
Fin septembre, de retour à Paris, Georges Bataille veut imposer à Colette Peignot un ménage à trois qu'elle rejette violemment : 
« Tout ce que tu as vécu, je le sais - tout - depuis plus d'un an avant, après la Sicile, tout ce qui s'est cristallisé autour d'un être qui a pris forme de ton rêve, un rêve brisant qui sait briser, un rêve qui revient de la plus banale des réalités quotidiennes que n'importe quel être humain est capable de vivre : l'adultère bien organisé, combiné, adroit, habile, brûlant parce que secret. Comprends moi, rien ne peut m'atteindre de cet être. Je sais la rue de Rennes, la glace qu'elle t'a obligée d'aller chercher et devant laquelle dès le premier jour (les jours de "Colette je t'adore") je la voyais se dandiner le plus possible sans même que tu y prennes garde à son grand dépit. [...] Comme j'ai su la parer de l'auréole du crime qui te passionne cette malheureuse fille qui ne pouvait que "se marrer" de tout. Elle a épié tous mes gestes pour les copier, écouter mes mots pour les répéter, elle essaie de lire mes livres, elle s'efforce, elle s'essouffle tant qu'elle peut pour être ce que je suis - c'est si comique n'est-ce pas que je la plains de tout mon cœur »:262.
Les crises se succédant, elle décide de s'abrutir de travail. Elle cherche des travaux de secrétariat auprès de Roger Caillois et du philosophe Alexandre Kojève. Charles Ronsac, ancien camarade du Cercle démocratique et journaliste du groupe de presse Opera Mundi lui propose de le rejoindre au Journal de Mickey. En octobre, elle est affectée à la rubrique courrier de la rédaction installée au 7 rue de la Paix. Elle s'occupe également de quelques traductions de cartoons. Elle abandonne en décembre:337.
En novembre avait eu lieu la première conférence d'un Collège de sociologie créé par Georges Bataille, Roger Caillois et Michel Leiris avec pour objet d'étude « l'existence sociale dans toutes celles de ses manifestations où se fait jour la présence active du sacré »:268. Les réunions ont lieu dans l'arrière-boutique d'une librairie rue Gay-Lussac. Y assistent Drieu la Rochelle, Walter Benjamin et bien sûr Colette Peignot. Elle oppose à la conférence sur « Le sacré dans la vie quotidienne » de Michel Leiris le 8 janvier 1938 une longue lettre dans laquelle elle donne sa propre définition du sacré : « ce moment infiniment rare où "la part éternelle" que chaque être porte en soi entre dans la vie, se trouve emportée dans le mouvement universel, intégrée dans ce mouvement, réalisée. C'est ce que j'ai ressenti comme mis en balance avec la mort, scellé par la mort »:85.

#### La dernière maladie
Le 14 mars 1938, Colette Peignot est prise d'un malaise à son retour d'une promenade avec Georges Bataille, Michel Leiris et sa femme dans la forêt d'Épernon où le marquis de Sade avait voulu être enterré. Le 29, Colette subit un pneumothorax. Deux jours plus tard, elle est dans une maison de repos à Avon, près de Fontainebleau où vit Madeleine Peignot. Les douleurs pulmonaires lui paralysent les bras et les mains. Début juin, elle subit un second pneumothorax dans une clinique du privée au 12 rue Boileau. Entre temps, Georges Bataille a déménagé au 59 bis rue de Mareil à Saint-Germain-en-Laye, plus près de l'arbre sacré pour l'Acéphale qui se trouve dans la forêt de Saint-Nom-la-Bretèche. Colette Peignot la découvre le 15 juillet. Elle lui écrit :
« Georges, tu n'as plus qu'une possibilité de m'aider. Ce n'est pas la douceur, ce n'est pas ton désir de me "soigner" et que je t'appelle la nuit : c'est ta vérité et la mienne. Georges comprends-tu, ma vie et ma mort m'appartiennent. En ce moment je suis aussi près de l'une que de l'autre, nul être au monde ne peut plus rien puisque je ne te trouve plus tout au fond - là où je savais te trouver. Georges peut-être que je "ne t'aime pas". [...] 

J'ai haï notre vie, souvent je voulais me sauver, partir seule dans la montagne (c'était sauver ma vie, maintenant je le sais). Dès que j'avais de l'argent dans ma poche, j'y pensais. J'avais horreur de ce rythme fou, de mon travail, de nos nuits, tu osais m'accabler en me parlant de "faiblesse", tu l'oses encore toi qui n'as pas la force de passer deux heures seul, toi qui as besoin qu'un autre être à tes côtés t'inspire tous tes gestes, toi qui ne peux pas vouloir ce que tu veux. [...]

Notre vie à deux j'y crois comme tu y croyais encore le premier jour où tu as parlé de la maison. J'y crois comme je crois à tout ce qui nous a réuni : au plus profond de ta nuit et de la mienne. Je t'ai livré tout de moi-même. Maintenant que ce soit ton plaisir d'en rire, de souiller. [...]

Disperse, gâche, détruis, livre aux chiens ce que tu veux : tu ne m'atteindras plus jamais : je ne serai jamais là où tu crois me trouver, là où tu penses enfin me saisir d'un étranglement qui te fait jouir »:261.
Elle ne tolère que les visites des Leiris, des Ambrosino et de Marcel Moré, un ancien du Groupe Pératé avec qui elle converse de spiritualité. Elle demande à Georges Bataille de l'accompagner de nouveau auprès de l'arbre foudroyé de la forêt de Saint-Nom-la-Bretèche : « sa voix s'étrangla à tel point que j'eus peur. Je compris seulement après sa mort qu'elle avait regardé la rencontre des oiseaux morts comme un signe »:526. Elle écrit abondamment : l'Histoire d'une petite fille, une grande partie des textes rassemblés post-portem par Georges Bataille sous le titre Le Sacré, des poèmes, des brouillons de lettres, des textes détruits. Sur ce besoin subit d'écrire, Michel Leiris rapporte : « Comme je dis qu'on devrait écrire et avoir la force de ne pas publier, car publication équivaut à prostitution, [Colette] parle de la nécessité de communication ». Elle n'a jamais émis le souhait d'être publiée ou lue par le plus grand nombre.
Le 2 novembre, alors que Georges Bataille écrit sur la nature du sacré, « il y eut un court rayon de soleil d'une beauté éblouissante sur les arbres, alors roux, qui formaient une ligne très haute à cent pas devant ma fenêtre. J'essayai de commencer le passage suivant mais j'ébauchai difficilement deux phrases. Le moment arrivait où je pouvais rejoindre [Colette] dans sa chambre. Je m'approchais d'elle et je m'aperçus qu'elle était beaucoup plus mal. J'essayai de lui parler mais elle ne répondait plus rien, elle prononçait des phrases sans suite, absorbée dans un immense délire ; elle ne me voyait plus, ne me reconnaissait plus. Je compris que tout finissait et que je ne pourrais plus jamais lui parler, qu'elle allait mourir ainsi dans quelques heures et que nous ne nous parlerions plus jamais. L'infirmière me dit à l'oreille que c'était la fin : j'éclatais en sanglots »:506-507. Suzanne Peignot exige la présence d'un prêtre, ce que Georges Bataille refuse. Michel Leiris, Marcel Moré et Georges Bataille recouvrent son lit de roses coupées au jardin : « Quand je lui donnai la rose, elle sortit de son étrange état, elle me sourit et prononça une de ses dernières phrases intelligibles : "Elle est ravissante", me dit-elle. Puis elle porta la fleur à ses lèvres et l'embrassa avec une passion insensée comme si elle avait voulu retenir tout ce qui lui échappait. Mais cela ne dura qu'un instant : elle rejeta la rose de la même façon que les enfants rejettent leurs jouets et redevint étrangère à tout ce qui l'approchait, respirant compulsivement »:512.

### Héritage

#### Inhumation
Suzanne Peignot croit la voir faire un signe de croix, pas Marcel Moré. Michel Leiris la croit voir un signe de croix tracé à l'envers : « Un demi-signe de croix fait à rebours - geste de se toucher une épaule, puis l'autre et ce fut tout - avec une expression de joie et d'ironie intenses, telle une fillette qui aurait voulu nous faire une mauvaise farce, esquisser mais non achever, comme si elle avait désiré aller tout au bord afin de nous faire peur en dressant devant nous, qui étions ses amis et ni plus ni moins des athées, l'image d'une conversion possible bien qu'hétérodoxe manifestement »:225. Colette Peignot meurt le 7 novembre 1938 à 8h15.
Suzanne Peignot exige un service religieux auquel elle doit renoncer, comme l'explique Marcel Moré : « Lorsque j'eus transmis à Bataille cette exigence, il me chargea cette fois encore de la réponse : "Si jamais on poussait l'audace jusqu'à célébrer une messe, il tirerait sur le prêtre à l'autel !" »:284. Sur son cercueil, Michel Leiris dépose cinq dés, « concrétions du destin que l'on tient dans la main », Georges Bataille quelques pages du Mariage du ciel et de l'enfer de William Blake. Suzanne Peignot souhaite embrasser Georges Bataille : « Alors, on vit ces deux êtres qui, depuis plusieurs jours, se regardaient en chiens de faïence, presque avec haine, s'avancer l'un vers l'autre et, les employés des pompes funèbres s'étant écartés, s'embrasser au-dessus du cercueil. Quelques jours plus tard, la mère me confia que l'un de ses grands regrets, c'était qu'ils n'avaient pas été mariés : "Ah ! Georges Bataille, comme j'aurais été heureuse de l'avoir pour gendre" »:284. Colette Peignot est inhumée au cimetière de Fourqueux, près de la forêt de Saint-Nom-la-Bretèche. La tombe ne porte ni dalle, ni date, ni nom et devient l'une des étapes des rituels de l'Acéphale. La tombe, difficile à identifier est surmontée d'un buis taillé en forme de « L »,.

#### Succession
Suzanne Peignot récupère les meubles, les vêtements et les livres de sa fille. Boris Souvarine réclame une partie de sa bibliothèque : « Les autres livres, intimement liés à une intimité unique, rattachés à "nous deux", comme elle disait, serait-il possible de les récupérer ? Les deux exemplaires de Stirner (l'un a dû être prêté à Borel) arrosés de tant de larmes, les petits dictionnaires espagnols, le livre sur Majorque, une grammaire hispano-russe que je lui ai envoyée lors de son séjour à Madrid avec le dernier Freud de la NRF ; le Grand Larousse ; le Rambaud sur la Russie, un grand album illustré sur la Russie, beaucoup, beaucoup d'autres, auxquels je pense la nuit, selon la trame des souvenirs qui me harcèlent, et que la lumière du jour refoule ». Boris Souvarine souhaite également récupérer les papiers, ce que Georges Bataille refuse. Charles Peignot, sur la demande de Boris Souvarine, somme Georges Bataille de lui restituer l'ensemble des archives. Il affirme à Suzanne Peignot : « Colette m'a donné quelques papiers qu'elle n'a pas détruits. Il y avait dans ce qu'elle m'a remis des lettres destinées à Michel Leiris. Il n'y a rien d'autre ».

#### Publication
Georges Bataille découvre lors de l'agonie une chemise blanche titrée « Le Sacré » : « La lecture de tous ces écrits, entièrement inconnus de moi, provoqua sans aucun doute l'une des plus violentes émotions de ma vie »:507. Il souhaite publier à compte d'auteur un ensemble d'écrits annotés sur le thème du sacré, ce qu'il fait malgré l'opposition catégorique des Peignot. Le 21 juin 1939, il écrit à Marcel Moré : 
« Le 29 ou le 30 octobre dernier, Colette me demande si je pouvais lui dire de ce qui lui restait à vivre, un mois ou huit jours. Il fallait qu'elle le sache car elle voulait mettre de l'ordre dans ses papiers avant de mourir : elle était sûre maintenant qu'il ne fallait pas garder les choses pour soi-même, que ce qui était écrit ne pouvait l'être que pour les autres. Elle s'est donc exprimée en des termes qui ne laissent la place à aucune interprétation avec une insistance et un ton de conviction tels que je ne puis, encore aujourd'hui, qu'en demeurer bouleversé. 

J'ai souligné moi-même le sens qu'ils avaient, pour Colette elle-même, afin d'écarter toute interprétation vulgaire. Je reconnais qu'un recueil entraîne une part d'arbitraire chaque fois qu'il n'est pas fait par l'auteur lui-même. Cette part d'arbitraire, je la prends à mon compte et j'en ai le droit. J'ai voulu une seule chose : accuser le caractère "sacré" que les écrits communiqués avaient tout au moins aux yeux de Colette et aux miens. Moi seul pouvais le faire. Je l'ai fait - avec le souci d'intervenir aussi peu que c'était possible. J'estime que l'ayant fait, j'ai le droit d'exiger le silence de ceux qui ont pu parler sans connaissance de cause ».
Quelques années plus tard, il évoque avec émotion la douloureuse agonie de Laure dans de nombreux fragments retrouvés de son essai Le Coupable (1944), écrivant notamment : « Je viens de raconter ma vie : la mort avait pris le nom de LAURE ».
Les écrits originaux de Colette Peignot sont aujourd'hui conservés à la BNF. Jean-Luc Froissart, neveu de Colette Peignot, publie en 2004 l'ouvrage L'Or, l'âme et les cendres du plomb : l'épopée des Peignot, 1815-1983.

## Écrits de Colette Peignot
Colette Peignot n'a rien publié de son vivant, en dehors de ses écrits engagés ou journalistiques. Sa renommée littéraire est posthume et tient à la double publication, en 1939 et 1943, d'une série de manuscrits sous le nom de Le Sacré et d'Histoire d’une petite fille, malgré la violente opposition de son frère Charles (« je vous mets au défi de prétendre que vous avez quelque droit intellectuel ou moral sur [ces manuscrits] »). Son œuvre littéraire est donc entièrement forgée par Michel Leiris et Georges Bataille, ainsi que son nom de plume, Laure:
Cette amie, écrit Leiris, avait choisi pour se dépeindre le prénom émouvant de “Laure”, émeraude médiévale alliant à son incandescence un peu chatte une suavité vaguement paroissiale de bâton d'angélique. (Fourbis, p. 495)
En 1971, les manuscrits sont re-publiés, toujours contre la volonté de son frère Charles, par son neveu, le poète Jérôme Peignot (pour qui elle aura été une « mère diagonale », titre de la préface). À cette occasion, en prévision d'un procès qui n'a pas eu lieu (grâce à des coupes dans le manuscrit, dont témoignent les espaces laissés en blanc), une Association des amis de Laure est créée par Michel Leiris, Georges Bataille, Marguerite Duras, Jean-Paul Sartre, Michel Foucault, Claude Mauriac, Bernard Noël.
- 1939 : Le Sacré. Suivi de poèmes et de divers écrits, Paris : Imprimerie des 2 artisans. Édition hors-commerce, tirage à 200 exemplaires, dont 40 sur vergé d'Arches ; tous les exemplaires sont nominatifs et portent la mention « Aucun exemplaire ne sera remis autrement qu'à titre personnel ».
- 1943 : Histoire d’une petite fille, Paris, 55 pages. Édition hors-commerce, tirage à 40 exemplaires, dont 5 sur papier ancien. (Évocation des violences sexuelles de « Monsieur l’Abbé chéri ». Bataille se servira de ces souvenirs pour son ouvrage L’Abbé C.)
- 1971 : Écrits de Laure, Paris, Jean-Jacques Pauvert (précédé de « Ma mère diagonale » par Jérôme Peignot et de « Vie de Laure » par Georges Bataille)
- 1976 : Laure. Écrits, fragments inédits, Éditions Change-Errant, 317 p.
- 1977 : Écrits de Laure. Écrits, fragments, lettres. Paris, Jean-Jacques Pauvert (traduction en Italie, en Allemagne, aux États-Unis, au Japon). Rééditions en 1985 et 2005.
- 1978 : Écrits. Fragments, lettres. Paris, Union générale d'éditions, collection 10/18
- 1987 : Écrits retrouvés, préface de Jérôme Peignot, Mont-de-Marsan, Les Cahiers des Brisants
- 1999 : Une rupture. 1934 (correspondance avec Boris Souvarine, sa famille, Georges Bataille, Pierre et Jenny Pascal, et Simone Weil), texte établi par Jérôme Peignot et Anne Roche, Paris, Éditions des Cendres, 192 p.
- 2014 : les Cris de Laure, fragments, poèmes et correspondance inédits, édition établie par Rebecca Ferreboeuf et Jean-Sébastien Gallaire, Meurcourt, Éditions les Cahiers, 2014.
- 2015 : Le Triste Privilège ou une vie de Conte de fée, Paris, Allia, 64 p. (ISBN 978-2-84485-871-9)
- 2019 : Écrits complets, édition présentée, établie et annotée par Marianne Berissi et Anne Roche, postface de Jérôme Peignot ("Ma mère diagonale", 1970), abondant cahier de photographies, bibliographie, index, Meurcourt, Éditions les Cahiers, 2019, 958 p.